# Teorema de Sanov
Em teoria da informação, o teorema de Sanov dá um limite à probabilidade de observar uma sequência atípica de amostras a partir de uma dada distribuição de probabilidade.

## Definição
Considere {\displaystyle A} um conjunto de distribuições de probabilidade sobre um alfabeto {\displaystyle X} e considere {\displaystyle q} uma distribuição arbitrária sobre {\displaystyle X}, sendo que {\displaystyle q} pode ou não estar em {\displaystyle A}. Suponha que são retiradas {\displaystyle n} amostras independentes e identicamente distribuídas a partir de {\displaystyle q}, representadas pelo vetor {\displaystyle x^{n}=x_{1},x_{2},\ldots ,x_{n}}. Além disto, deseja-se saber se a distribuição empírica, {\displaystyle {\hat {p}}_{x^{n}}}, das amostras cai no interior do conjunto {\displaystyle A} — formalmente, escreve-se {\displaystyle \{x^{n}:{\hat {p}}_{x^{n}}\in A\}}. Então,
{\displaystyle q^{n}(x^{n})\leq (n+1)^{|X|}2^{-nD_{\mathrm {KL} }(p^{*}||q)},}
em que
- {\displaystyle q^{n}(x^{n})} é uma abreviação para {\displaystyle q(x_{1})q(x_{2})\cdots q(x_{n})} e
- {\displaystyle p^{*}} é a projeção de informação de {\displaystyle q} sobre {\displaystyle A}.

Em palavras, a probabilidade de retirar uma distribuição atípica é proporcional à divergência de Kullback–Leibler da distribuição verdadeira à distribuição atípica. No caso em que consideramos um conjunto de possíveis distribuições atípicas, há uma distribuição atípica dominante, dada pela projeção de informação.

Além disto, se {\displaystyle A} for o fecho de seu interior,
{\displaystyle \lim _{n\to \infty }{\frac {1}{n}}\log q^{n}(x^{n})=-D_{\mathrm {KL} }(p^{*}||q).}